# Larga Marcha 9
Larga Marcha 9 (en chino: 长征九号火箭, LM-9 o Changzheng 9, CZ-9, también conocido en inglés como Long March 9) es un concepto de cohete portador superpesado chino que se está desarrollando actualmente. Es la novena iteración de la familia de cohetes Larga Marcha, que lleva el nombre de la campaña del Ejército Rojo Chino de 1934-35 durante la guerra civil china.
Los planes actuales indican que el Larga Marcha 9 tendrá una capacidad de carga máxima de 150 000 kg a la órbita terrestre baja (LEO) y 54 000 kg a la inyección translunar. Se espera que su primer vuelo tenga lugar alrededor de 2033, anticipándose a posibles misiones lunares tripuladas chinas en algún momento durante la década de 2030.

## Diseño anterior a junio de 2021 con impulsores externos
A partir de 2016, El CZ-9 está diseñado como un cohete de tres etapas, con un diámetro del núcleo de la primera etapa de 10 metros y utilizando un grupo de cuatro motores. Se han propuesto múltiples variantes del cohete, siendo la CZ-9 la más grande: esta "variante base" tiene cuatro propulsores adicionales de combustible líquido atados a la etapa central (cada propulsor individual tendría hasta 5 metros de diámetro) y es esta variante la que tiene la mencionada capacidad de carga útil de LEO de 140 000 kg. Además de la variante básica, existe la variante CZ-9A que sólo tiene dos propulsores adicionales y una capacidad de carga útil LEO de 100 000 kg. Por último, existe la variante CZ-9B que sólo tiene la etapa central de 10 metros de diámetro y una capacidad de carga útil LEO de 50 000 kg. Las capacidades de carga útil previstas del Larga Marcha 9 lo sitúan en la clase de vehículo de lanzamiento superpesado; el programa de desarrollo del cohete fue aprobado formalmente por el gobierno chino en 2021.

## Diseño de junio de 2021, sin impulsores externos
El 24 de junio de 2021, Long Lehao, diseñador jefe de la serie Larga Marcha, proporcionó algunas actualizaciones sobre el Larga Marcha 9 en la Universidad de Hong Kong en una presentación titulada "El cohete Larga Marcha y la industria aeroespacial china". El diseño original, denominado versión 11 (2011), había sido sustituido por un nuevo diseño, denominado versión 21, que presentaba muchos cambios, entre ellos un diámetro ampliado de 10,6 metros, una longitud de 108 metros y un peso de 4 122 toneladas. En la primera etapa se utilizarán 16 motores de queroseno de oxígeno líquido YF-135, cada uno de ellos con más de 300 toneladas de empuje; en la segunda y tercera etapa se utilizarán motores de hidrógeno-oxígeno de 120 toneladas, cuatro en la segunda etapa y uno en la tercera. Todos los tanques de combustible se han cambiado por un diseño de mamparo común, y se han eliminado todos los propulsores externos. La capacidad de carga útil hasta la órbita terrestre baja se incrementó de 140 a 150 toneladas, y la carga útil hasta la inyección translunar se incrementó a 53 toneladas. Long señaló que esta nueva versión aún estaba en revisión en el momento de la presentación.
El nuevo diseño se considera más adecuado para la reutilización de la primera etapa, y una respuesta a la SpaceX Starship. Se considera que el diseño de 2011 para el LM9 coincide con el Space Launch System de EE. UU.

### 2022, reutilizable
El 23 de abril de 2022, Long Lehao, diseñador principal de la serie Larga Marcha, proporcionó algunas actualizaciones sobre otro nuevo diseño para el Larga Marcha 9. Este, conocido como Versión 22, es un diseño reutilizable sin propulsor muy similar a la Versión 21. La segunda y tercera etapa estarán propulsadas por motores hidrógeno/oxígeno líquido de 120 toneladas, al igual que la Versión 21. Cuatro motores están en la segunda etapa y un motor está en la tercera etapa. Sin embargo, los diámetros del núcleo de la primera y segunda etapa se han aumentado a 11 metros, mientras que el diámetro de la tercera etapa es de 7,5 metros. La longitud total se ha incrementado a 111 metros, con una masa de 4 122 toneladas. La primera etapa estará propulsada por veintiséis motores metano/LOX de 200 toneladas en lugar del motor YF-135 del diseño anterior. Las capacidades de carga son de 150 toneladas a órbita terrestre baja (LEO) y 50 toneladas a la órbita lunar (TLI).
En octubre de 2022, Long Lehao volvió a revelar el nuevo diseño del Larga Marcha 9. El diámetro de la primera y segunda etapa de la nueva versión volvió a ser de 10,6 metros, el diámetro de la tercera etapa se convirtió en el mismo que el de la primera y segunda etapas, la longitud total aumentó a 114 metros y la potencia de la primera etapa se cambió a veinticuatro motores de 240 toneladas de queroseno/LOX. La capacidad de carga es de 100-160 toneladas a órbita terrestre baja (LEO) y 35-53 toneladas a la órbita lunar (TLI).

### 2023
Durante una presentación en la Universidad de Ciencia y Tecnología de Nankín en marzo de 2023, Long Lehao presentó otra modificación a los planes. La primera etapa reutilizable ahora está propulsada por 30 motores de cohete de 200 toneladas de empuje que queman metano y oxígeno líquido, mientras que la segunda etapa desechable utiliza 2 motores del mismo tipo. La tercera etapa es opcional y utiliza un solo motor de combustión escalonada de hidrógeno líquido/oxígeno líquido de 120 toneladas de empuje llamado YF-91. Existen planes a largo plazo para hacer que la segunda etapa también sea reutilizable.
En abril de 2023, una nueva presentación de CALT mostró la tercera etapa propulsada por 4 motores YF-79 de ciclo expansor de hidrógeno líquido/oxígeno líquido, cada uno con 25 toneladas de empuje. Otra presentación en el mismo mes muestra una versión de dos etapas completamente reutilizable del Larga Marcha 9 que se desarrollará durante la década de 2040, en una configuración similar a la del SpaceX Starship.